# Малозёмова, София Александровна
София Александровна Малозёмова (1845—1908) — русская пианистка и музыкальный педагог.
Училась в Смольном институте, а затем в 1863—1866 гг. в Санкт-Петербургской консерватории — ученица Антона Рубинштейна и Теодора Лешетицкого; со студенческих лет сохранила дружбу с П. И. Чайковским. Сразу по окончании курса была оставлена при консерватории ассистентом. В 1872—1877 годах концертировала в России и других странах как аккомпаниатор певицы Елизаветы Лавровской. Была придворной пианисткой герцогини Мекленбург-Стрелицкой. 
С 1887 года преподавала в Санкт-Петербургской консерватории, с 1894 года — профессор.